# XI Concilio de Toledo
Concilio de obispos del Reino de los visigodos celebrado en Toledo el 675, iniciado el 7 de noviembre en la Iglesia de Santa María bajo el obispo anfitrión Quirico. En este concilio se reunieron después de tres días de penitencia y meditaron un texto que resumiría toda la patrística relacionada con la Trinidad y la Encarnanción principalmente. El texto en español en números 525-539 El texto en latín se puede conseguir en un estudio de Primitivo Tineo https://docplayer.es/74298579-La-cristologia-del-concilio-xi-de-toledo.html; y el texto en español ver el Dezinguer nn.525-540,https://www.corazones.org/doctrina/dezinger_compendio.htm Este Concilio de la provincia cartaginense española fue aprobado y sancionado por el IV Lateranense, a petición delobispo de Toledo Rodrigo Ximenez de Rada. Asistieron diecisiete obispos personalmente y otros dos representados por sus diáconos (los de Segovia y Ergávica o Ercávica o Arcávica), además de cinco abades.
En el concilio se trataron temas esencialmente religiosos, dictaminándose sobre reformas en la disciplina eclesiástica, y disponiendo la celebración anual de un sínodo provincial en la Cartaginense al igual que debía hacerse en las otras provincias; para el caso de incumplimiento se estableció que los obispos de la provincia (refiriéndose a los de la Cartaginense) serían excomulgados durante un año, salvo que hubiera una prohibición real; los sínodos deberían celebrarse por orden del rey y en la fecha fijada por este de acuerdo con el metropolitano. Se unificó el canto de salmos en todas las provincias y se dictaron sanciones para los obispos que tuvieran relaciones con mujeres de la nobleza palatina. 
Una vez más se trató el tema de la simonía, que no había podido controlarse: el obispo, al ser consagrado, debería prestar juramento de que no había pagado ni prometido pagar para acceder al cargo; si no lo juraba no podía ser consagrado; el culpable de simonía sería exilado y excomulgado durante dos años, pero al término de ellos sería restituido a su sede (castigo más leve que el antes vigente, tal vez porque la simonía estaba en retroceso). Se dio cuenta de algunos casos en los que un obispo se había tomado la justicia por su mano y se había apoderado de propiedades que no le correspondían (regias o privadas) llegándose incluso a algún caso de asesinato ordenado por obispos a sus subordinados. Para aquellos que se hubieran apropiado de bienes inmuebles y poseyeran propiedades privadas se estableció una compensación para las víctimas según la Ley civil (pagadera mediante las propiedades privadas) y excomunión por dos semanas; para los que no poseían bienes, en evitación de que usaran los de la Iglesia, se establecieron unas sanciones según la cuantía: más días de penitencia cuanto mayor fuera ésta. Se excluía expresamente la aplicación para los obispos de la pena prevista en el Código vigente que preveía que aquel que no pudiera pagar las multas impuestas se convertía en esclavo del ofendido o perjudicado. 